# Jørgen Rømer
Jørgen Kofoed Rømer (9. maj 1923 - 1. juli 2007) var en dansk kunsthistoriker, grafisk kunstner og maler.

## Karriere
Rømer blev født i Sæby nær Frederikshavn. Han studerede efterfølgende kunsthistorie på Københavns Universitet fra 1943 til 1952. Som kunster var han autodidakt. Sammen med Richard Winther skabte han en serie grafiske eksperimenter fra 1957 og fremefter for Det Kongelige Danske Kunstakademi, der oprindeligt blev udført i forbindelse med forskning i teknikker som den hollandske kunstner Hercules Seghers brugte i 1600-tallet.
Fra 1946 til 1992 arbejdede Rømer for Statens Kunsthistoriske Fotografisamling og fra 1974 var han også forskningsbibliotekar på Danmarks Kunstbibliotek.
Sammen med Winter forsøgte han at indarbejde teknikker fra de gamle mestre. Da hans helbred begyndte at blive påvirket af opløsningsmidlerne i de gamle typer maling, begyndt han i stedet at tegne og bruge vandfarver.

## Hæder
I 1986 modtog Rømer Eckersberg Medaillen.
Rømer modtog Thorvaldsen Medaillen i 2006.